# Veronika Válková
Veronika Válková (* 28. srpna 1970, Praha) je česká spisovatelka fantasy, které svá díla vydává pod pseudonymem Adam Andres. Pod vlastním jménem publikuje beletrii pro děti a učebnice dějepisu. Vystudovala latinu a historii na Filozofické fakultě Univerzity Karlovy a pracuje jako učitelka dějepisu a latiny na víceletém Gymnáziu Na Pražačce.

## Dílo

### Fantasy
- Wetemaa – kniha osudu jedenácti družiníků krále Gudleifra (Golem Ríša 1992, Wolf Publishing 2005, Straky na vrbě 2024)
- O cestě do Jižního Edagwonu (Golem Ríša 1995, Wolf Publishig 2005)
- Hrútvang (Golem Ríša 1996, Epocha 2008)
- Sága o Halldorovi z Mortaluny
- Rytíři kněžny Rhonwen (Mladá Fronta 2004)
- Sága o Wannovi, synu Orlygově (Mladá Fronta 2006)
- Wetemaa – Koruna Élladu (Straky na vrbě 2013)

### Povídky
- Malucha, in: 2003 Česká Fantasy, Mladá Fronta 2003; Nowa Fantastyka 2/2006

Povídka byla nominována na cenu ASFFH
- Nezapomeň, in: 2005 Česká Fantasy, Mladá Fronta 2005; Nowa Fantastyka 10/2006
- Wetemaa – komiks, 1. díl, in: Časovír, Mladá Fronta 2008

### Komiks
- Wetemaa – komiks, 1. díl (Zoner Press 2012), kreslí Petr Kopl

### Edice Dobrodružné výpravy do minulosti
- Dobrodružné výpravy do minulosti – Pozdvižení v Pompejích, Nakladatelství Fragment 2011
- Dobrodružné výpravy do minulosti – Karel IV., Nakladatelství Fragment 2011
- Dobrodružné výpravy do minulosti – Husité, Nakladatelství Fragment 2012
- Dobrodružné výpravy do minulosti – Rudolf II., Nakladatelství Fragment 2012

### Edice Kouzelný atlas putování časem
Tato edice navazuje na předchozí Dobrodružné výpravy do minulosti. Všechny její díly ilustroval Petr Kopl.
- Vikingové: Záhada rohatých přileb, Nakladatelství Grada 2013
- Terezínské ghetto: Tajemný vlak do neznáma, Nakladatelství Grada 2013
- Egypt: V nitru pyramidy, Nakladatelství Grada 2013
- Za Marie Terezie – Zamilovaný dragoun, Nakladatelství Grada 2014
- Marie Terezie – Tajnosti císařských komnat, Nakladatelství Grada 2014
- Trojská válka – Poseidónův hněv, Nakladatelství Grada 2014
- Mezi piráty – Dobrodružství za třicetileté války, Nakladatelství Grada 2015
- Leonardo Da Vinci – Úsměv Mony Lisy, Nakladatelství Grada 2015
- Svatý Václav – Vraždou to nekončí, Nakladatelství Grada 2015
- Karel IV. - Únos v Paříži, Nakladatelství Grada 2016
- Rudolf II. - Spiknutí, Nakladatelství Grada 2016
- Král Karel IV. – Osudový turnaj, Nakladatelství Grada 2016
- Boj o Ameriku: Nečekané setkání, Nakladatelství Grada 2016
- Mezi Indiány: Dcera náčelníkova, Nakladatelství Grada 2017
- Královna Marie Terezie, Nakladatelství Grada 2017
- Japonsko: Gejša a samuraj, Nakladatelství Grada 2017
- Vznik ČSR 1918, Nakladatelství Grada 2018
- Doba kamenná: Pomsta Šedého lva, Nakladatelství Grada 2018
- Mezopotámie - Ve službách velekněžky, Nakladatelství Grada 2019
- Břetislav a Jitka – Klášterní intriky, Nakladatelství Grada 2019
- Pražské povstání – Růže a barikády, Nakladatelství Grada 2020
- Arábie - Mezi beduíny, Nakladatelství Grada 2020
- Korea - Tajemství dávné věštby, Nakladatelství Grada 2021
- Sámo - Zločin v temných hvozdech, Nakladatelství Grada 2021
- Francouzská revoluce – Jen krůček od gilotiny, Nakladatelství Grada 2022
- Keltové – Druidův poklad, Nakladatelství Grada 2023
- Soumrak Husitů – Přátelství ani oheň nezdolá, Nakladatelství Grada 2023
- Indie - Královna z Džhánsí, Nakladatelství Grada 2024
- Pařížské intriky - D´Artagnan je zrádce, Nakladatelství Grada 2025

### Učebnice
- Dějepis pro 6. ročník ZŠ – pravěk a starověk, SPN 1997, 2004
- Dějepis pro 1. ročník gymnázií – pravěk a starověk, SPN 2001, 2008
- Dějepis pro 6. ročník ZŠ – pravěk a starověk, SPN 2006
- Dějepis pro 7. ročník ZŠ – středověk, SPN 2007
- Dějepis pro 8. ročník ZŠ – novověk, SPN 2008
- Dějepis pro 9. ročník ZŠ – moderní dějiny, SPN 2009
- Metodická příručka k učebnici DJ pro 6. ročník, SPN 2007
- Metodická příručka k učebnici DJ pro 7. ročník, SPN 2008
- Metodická příručka k učebnici DJ pro 8. ročník, SPN 2009
- Metodická příručka k učebnici DJ pro 9. ročník, SPN 2010

### Populárně naučné a odborné články
Veronika Válková publikovala řadu článků v časopise Pevnost, v současné době[kdy?] spolupracuje s časopisem Rodina a škola.